# Margaret Somerville
Pour les articles homonymes, voir Somerville.
Margaret Somerville AM, née le 13 avril 1942 à Adélaïde, est une éthicienne, juriste et professeure canadienne et australienne. Elle occupe la chaire Samuel Gale de l'université McGill et enseigne dans les facultés de médecine et de droit.
Après avoir achevé des études pharmaceutiques à l'université d'Adélaïde en 1963, elle obtient un LL.B. à l'université de Sydney en 1973. 
En 1978, elle achève un doctorat en droit civil à l'université McGill. En 1984, elle y devient professeure titulaire. Elle fondera ensuite le centre de médecine, d'éthique et de droit de l'université, qu'elle dirige de 1986 à 1996. 
Consultante en éthique médicale et en bioéthique à l'échelle internationale, elle a travaillé avec l'ONUSIDA et l'Organisation mondiale de la santé. 
Auteure de plusieurs ouvrages, conférences et articles de journaux, elle a en outre argumenté contre la légalisation de l'euthanasie. Elle s'est aussi montré critique face à la circoncision, les mutilations génitales féminines, l'interruption volontaire de grossesse et le mariage homosexuel.
Ses champs d'intérêt sont l'éthique, le droit médical, le droit médical comparé, le droit criminel et le délit civil.

## Ouvrages publiés
- Consent to medical care: A study paper, 1979
- Human immunodeficiency virus antibody testing in Canada, 1988
- The song of death: The lyrics of euthanasia, 1993
- Images of Justice Volume 1: Women in-Law, 2000
- Are physicians deaf to old voices?: The ethics and law of withholding and withdrawing treatment, 2001
- Stud Bulls, Human Embryos, and the Politically Incorrect, 2001
- Do We Care?: Renewing Canada's Commitment to Health : Proceedings of the First Directions for Canadian Health Care Conference
- Death Talk: The Case Against Euthanasia and Physician-Assisted Suicide, 2002
- Transdisciplinarity: Recreating Integrated Knowledge, 2003
- Le canari éthique : science, société et esprit, 2004
- The Ethical Imagination, 2006 - L'imagination éthique, 2009
- What We Owe Each Other, 2006

## Honneurs
- Membre de l'ordre d'Australie, 1990
- Membre de la Société royale du Canada, 1991
- Doctorat honoris causa de l'université de Windsor, 1992
- Doctorat honoris causa de l'Université de Sydney, 1993
- Doctorat honoris causa de l'université Saint-Francis-Xavier d'Antigonish, 1996
- Prix Avicenne d’éthique scientifique, 2003
- Doctorat honoris causa de l'université Ryerson, 2006